# Ishimaru Kiyotaka
Kiyotaka Ishimaru (sinh ngày 30 tháng 10 năm 1973) là một cầu thủ bóng đá người Nhật Bản.

## Sự nghiệp câu lạc bộ
Kiyotaka Ishimaru đã từng chơi cho Avispa Fukuoka, Kyoto Purple Sanga và Ehime FC.